# 236 Honoria
Honoria (asteroide 236) é um asteroide da cintura principal com um diâmetro de 86,2 quilómetros, a 2,2780198 UA. Possui uma excentricidade de 0,1873378 e um período orbital de 1 714,21 dias (4,7 anos).
Honoria tem uma velocidade orbital média de 17,78971586 km/s e uma inclinação de 7,68294º.
Esse asteroide foi descoberto em 26 de Abril de 1884 por Johann Palisa.